# Carl Neergaard
 Der er flere personer med dette navn, se Carl Neergaard (flertydig).
Carl August Johannes Neergaard (21. juni 1851 på Rantzausgave – 30. januar 1901) var en dansk godsejer, kammerjunker og politiker.
Han var søn af godsejer Peder Sigvard Neergaard, blev student 1870 fra Horsens lærde Skole, tog filosofikum året efter og blev uddannet cand.agro. 1875. Han ejede Nakskov Ladegård fra 1877-90 og godset Løvenholm på 74 tønder hartkorn fra 1887 til sin død. Han var hofjægermester og blev kammerjunker 1883 og Ridder af Dannebrog 1894. Neergaard var i en periode formand for Rougsø-Sønderhald Herreders Landboforening, for Foreningen af jydske Landboforeningers mejeriudvalg og for repræsentantskabet for Grenaa Handels- og Landbrugsbank samt medlem af repræsentantskabet for Landbygningernes alm. Brandforsikring fra 1895.
Carl Neergaard stillede forgæves op til Folketinget ved valget i 1898 i Hjørring Amts 3. valgkreds (Hjørringkredsen) mod venstremanden M.C. Jungersen. Han var i stedet medlem af Landstinget for 9. kreds fra 21. september 1898 og indtil sin død i 1901. Allerede 1896 havde han forgæves forsøgt at blive valgt til Landstinget ved et suppleringsvalg efter indenrigsminister H.P. Ingerslevs død, men ved det ordinære valg 1898 blev han valgt i samme kreds. Han tilhørte Højre, men fulgte ofte en frikonservativ linje.